# Ausuaga
Ausuaga (łac. Diocesis Ausuagensis) – stolica historycznej diecezji w Cesarstwie rzymskim w prowincji Afryka Prokonsularna, sufragania metropolii Kartagina. Współcześnie w Tunezji. Obecnie katolickie biskupstwo tytularne.

## Biskupi tytularni
| Lp. | Biskup                  | Funkcja                                                       | Od              | Do               |
| --- | ----------------------- | ------------------------------------------------------------- | --------------- | ---------------- |
| 1   | Kevin Lawrence Rafferty | biskup pomocniczy Saint Andrews i Edynburga (Wielka Brytania) | 19 czerwca 1990 | 19 kwietnia 1996 |
| 2   | Paul-André Durocher     | biskup pomocniczy Sault Sainte Marie (Kanada)                 | 20 czerwca 1997 | 27 kwietnia 2002 |
| 3   | Edgardo Juanich         | wikariusz apostolski Taytay (Filipiny)                        | 13 maja 2002    |                  |